# Strandkrimmerlav
Strandkrimmerlav (Rinodina luridescens) är en lavart som först beskrevs av Anzi, och fick sitt nu gällande namn av Johann Franz Xaver Arnold. Strandkrimmerlav ingår i släktet Rinodina och familjen Physciaceae.  Arten är reproducerande i Sverige. Inga underarter finns listade i Catalogue of Life.